# يوحنا (رئيس أساقفة فنلندا)
يوحنا واسمه الكامل يوحنا فيلهو رين (بالإستونية: Johannes Wilho Rinne؛ بالروسية: Йоханнес Вильхо Ринне)؛ (16 أغسطس 1923 - 1 يوليو 2010) كان أسقف لابي بين سنتي 1969 و1972 ومطران هلسنكي بين سنتي 1972 و1987 ورئيس الكنيسة الفنلندية الأرثوذكسية ورئيس أساقفة كاريليا وسائر فنلندا بين سنتي 1987 و2001 ثم مطران نيقية الفخري من 2001 وإلى حين وفاته في 2010.

## تعليمه
ولد يوحنا (أو يوهانس) في توركو، فنلندا في 16 أغسطس 1923 لعائلة لوثرية. في عام 1948 تخرج من الكلية اللاهوتية في جامعة أوبو الناطقة بالسويدية بدرجة دكتوراه في اللاهوت. وفي عام 1950 تخرج من كلية أنجليكانية في بريطانيا وحتى عام 1952 درس في مدرسة للغة السويدية في براغاس. ومن 1952 إلى 1953 شارك في إطار برنامج للمنح الدراسية في الولايات المتحدة، إذ حصل في عام 1953 على درجة الماجستير في اللاهوت. وعند عودته إلى فنلندا عام 1966 حصل على درجة الدكتوراه في اللاهوت من الكنيسة الإنجيلية اللوثرية.

## سيامته
اختار يوحنا اعتناق الأرثوذكسية الشرقية في 1966، ونال الدكتوراه في علم اللاهوت من جامعة أوبو في العام نفسه. وفي العام الموالي ترهبن في دير القديس يوحنا اللاهوتي في جزيرة بطمس اليونانية. عام 1969، وبعد رسامته شماسا ثم كاهنا في بطريركية القسطنطينية، انتخب أسقفا للابي، ومساعدا لرئيس الأساقفة في 26 مايو 1969.
عام 1971، تحصل يوحنا على درجة الدكتوراه في القانون الكنسي من جامعة تسالونيكي. ثم عين مطرانا لهلسنكي في 1 فبراير 1972، وهو المنصب الذي شغله حتى 15 أكتوبر 1987. ومنه، انتخب رئيس أساقفة لكاريليا وسائر فنلندا ورئيسا للكنيسة الفنلندية الأرثوذكسية. تقاعد في 30 سبتمبر 2001. وفي 4 أكتوبر من نفس العام، وبموجب قرار من المجمع المقدس لكنيسة القسطنطينية، عين يوحنا مطرانا فخريا لنيقية مع إقامته في فنلندا حتى وفاته في غرة يوليو 2010.